# Dietmar Czernich
```
Dietmar Czernich
 (geb. 
3. Januar
 
1968
) ist ein österreichischer Jurist, Rechtsanwalt und Professor.
```

## Leben und Wirken

### Familie
Dietmar Czernich wurde am 3. Januar 1968 geboren. Sein Vater war der aus Innsbruck stammende Bauingenieur Herbert Czernich und die aus Schönaich stammende Ilse Czernich, geb. Keller. Dietmar Czernich hat eine Zwillingsschwester und einen jüngeren Bruder, Christian. Dietmar Czernich ist mit Sabine Czernich-Wallentin verheiratet, mit der er zwei Kinder hat.

### Ausbildung und Karriere
Dietmar Czernich studierte Rechtswissenschaften an der Leopold-Franzens Universität Innsbruck (Dr. iur. 1995), der Eberhard-Karls Universität Tübingen und der New York University School of Law (Master of Laws 1994), wo er dem Board of Editors des New York University Journal of International Law and Politics angehörte. Forschungsaufenthalte am Max-Planck-Institut für ausländisches und internationales Privatrecht in Hamburg 1993 und 1994. und 1993 graduierte Dietmar Czernich zum Mag. phil. in den Fächern Politikwissenschaft und Anglistik. Von 1992 bis 1995 arbeitete Czernich als Universitätsassistent am Institut für Zivilrecht der Juristischen Fakultät der Universität Innsbruck. 1998 wurde er als Rechtsanwalt in Österreich zugelassen.
Dietmar Czernich gründete 1999 seine eigene Rechtsanwaltskanzlei, heute CHG Czernich Rechtsanwälte. 2013 wurde er zum Honorarprofessor an der Juristischen Fakultät der Universität Innsbruck und 2014 zum Honorarkonsul der Bundesrepublik Deutschland für Tirol ernannt.

## Ehrungen
Dietmar Czernich erhielt im Jahr 2021 das Deutsche Bundesverdienstkreuz am Bande.

## Funktionen und Mitgliedschaften

### Berufliche Funktionen
- Senior Partner der CHG Czernich Rechtsanwälte GmbH
- Vizepräsident des Aufsichtsrates der Affiris AG (Wien), 2005–2010
- Vizepräsident des Aufsichtsrates der Böhringer Insel Austria GmbH & Co KG, 2007–2014
- Mitglied des Aufsichtsrates der GB Invest AG
- Mitglied des Aufsichtsrates der MPreis Warenvertriebs GmbH
- Mitglied des Aufsichtsrates der TM Holding GmbH
- Honorarkonsul der Bundesrepublik Deutschland
- Mitglied des Nationalen Beirats des Vienna International Arbitral Center
- Lehrbeauftragter Universität Liechtenstein

### Mitgliedschaften
- Wissenschaftliche Vereinigung für Internationales Verfahrensrecht eV
- Deutsche Institution für Schiedsgerichtsbarkeit (DIS) (Köln)
- Austrian Arbitration Association (Wien)
- ICC Institute (Paris)
- Fellow Chartered Institute of Arbitrators (London)

## Publikationen

### Internationales Privatrecht
- Aspekte des liechtensteinischen internationalen Erbrechts, LJZ 2006, 110;
- Kommentar zum Europäischen Schuldvertragsübereinkommen EVÜ (gem. mit Heiss), 1999;
- Kauf- und Dienstleistungsverträge im Internet, ecolex 1996, 82;
- Das Europäische Schuldvertragsübereinkommen: Neues internationales Vertragsrecht für Österreich, ÖJZ 1998, 681;
- Rechtsfragen des grenzüberschreitenden Retail-Bankings in der Europäischen Union, ÖBA 2007 (in Druck);
- Europäisches Gerichtsstands- und Kollisionsrecht für internationale Bankgeschäfte (gem. mit Tiefenthaler), ÖBA 1998, 661;
- Internationales Kreditsicherungsrecht im Geschäftsverkehr der Banken, ÖBA 2000, 361;
- UN-Kaufrecht: Gestaltungsmöglichkeiten in der Vertragspraxis durch nachträgliche Rechtswahl, WBl 1997, 230;
- Die Rechtswahl und ihre Grenzen in Österreich (in Vorbereitung, vorgesehen RabelsZ).

### Europarecht
- Kommentar zum Europäischen Zivilverfahrensrecht (gem. mit Tiefenthaler und Kodek), 2003; 3. Aufl. 2008.
- Das neue europäische Zivilprozessrecht, gem. mit Mayr (2002); 2. Aufl. 2006.
- Vermögensgerichtsstand und Europäisches Zivilprozeßrecht, AnwBl 1996, 286;
- Neue Aspekte im internationalen Verfahrensrecht durch den Beitritt Österreichs zum EuGVÜ (gem. mit Tiefenthaler), JBl 1998, 745;
- Nichtigkeitseinrede von Mitgliedstaaten gegen Richtlinien analog Art 184 EGV ? (gem. mit W. Barfuß), EuZW 1996, 621;
- Entwicklungen des Wirtschaftsrechts in Österreich seit dem Beitritt zur Europäischen Union (gem. mit Guggenberger), RIW 2000, 265.

### Internationales Zivilprozessrecht
- Neue Aspekte im österreichisch-amerikanischen Rechtsverkehr durch das Haager Gerichtstandsübereinkommen, wbl 2012, 309;
- Mehr Wahrheit und Effizienz im Zivilprozess – Reformbedarf des Beweisrechts in der ZPO, Jahrbuch für Zivilprozessrecht 2011, 108;
- Gerichtsstandsvereinbarung und Auslandsbezug, WBl 2004, 458;
- Österreichisch-Amerikanisches Zivilprozessrecht, JBl 2002, 613;
- Der Erfüllungsgerichtsstand im Neuen Europäischen Zivilprozessrecht, WBl 2002, 337;
- Internationale Streitanhängigkeit: Hoffnungsträger zahlungsunwilliger Schuldner, WBl 2001, 516;
- Zu den Voraussetzungen der Anerkennung und Vollstreckung fremder Entscheidungen nach autonomem Recht (§ 79 EO), JBl 1996, 495;
- Der Erfüllungsgerichtsstand im Lugano-Übereinkommen, AnwBl 1996, 426;
- Die Vollstreckung österreichischer Leistungsurteile in den Vereinigten Staaten von Amerika, WBl 1995, 10;
- Die Ausländerprozeßkostensicherheit nach § 57 ZPO, ÖJZ 1998, 251;
- Die Vollstreckung fremder Urteile und Schiedssprüche in der VR China, RIW 1995, 650;
- Art 16 EuGVÜ: Liegenschaftsstreitigkeiten mit Auslandsbezug, WoBl 1999, 255 (gem. mit Tiefenthaler);
- EuGVÜ: Die Rückkehr der a-limine Zurückweisung bei Verbrauchersachen, ÖRZ 2001, 139;
- Mahnverfahren und Lugano-Übereinkommen, ÖRZ 1997, 189.

### Schiedsgerichtsbarkeit
- Das New Yorker Schiedsübereinkommen, Kurzkommentar, Wien 2008.
- Der Beitritt Liechtensteins zum New Yorker Schiedsübereinkommen, New&Jus 2012,
- Stiftungsschiedsgerichtsbarkeit nach Inkrafttreten des New Yorker Übereinkommens in Liechtenstein, LJZ 2012
- Das neue liechtensteinische Schiedsverfahrensrecht, RIW 2012, 751.
- Das auf die Schiedsvereinbarung anwendbare Recht in Liechtenstein, ZVglRWiss 111 (2012) 428–441.
- Zum Übersetzungserfordernis von Schiedssprüchen, RdW 2012/12.

### Internationales Gesellschaftsrecht
- Der US Notary Public und das österreichische Gesellschaftsrecht, GesRZ 2002, 19;

### Sonstiges
- Das Postgraduate an U.S. Law Schools, gem. mit Glas (1994);
- OGH: Keine Prüfung der materiellen Gültigkeit eines Rückstandsausweises durch die ordentlichen Gerichte, gem. mit Pülzl, SWK 2002, 303;
- BVergG: Neuerungen im Geltungsbereich und Rechtsschutz (gem. mit Rungg), RdW 1997, 63;
- Das Verfahren vor dem Bundesvergabeamt (gem. mit Gast), ÖBl 2002, 181;
- Vergabewissen leicht gemacht (gem. mit Gast), 2004;
- Vertragsrecht für Unternehmen (gem. mit Guggenberger et al.), 2003 und 2011 (2. Aufl.).
- Handbuch des Österreichischen Familienunternehmens (Hg. gem. mit Guggenberger und Schwarz), 2005.